# 七匹狼2
《七匹狼２》為台灣出產的偶像電影作品。

## 劇情簡介
婉茹獨自一人經營花店；小雞入伍兵役已二個月；當了歌手的駱駝和方蓉因駱駝的歌迷太過熱情而彼此鬧翻，兩人終至分手。有輕生念頭的方蓉巧遇阿涂，而打消了輕生的念頭；改邪歸正的黑鷹和董婷結婚後，育有一子嘟嘟。無奈昔日的飛車黨同伙不願意就此善罷干休，闖入家中以殺害董婷和嘟嘟做為威脅，逼迫黑鷹重返幫會，於是黑鷹重返飛車黨又過著消沉的生活。
講意氣的駱駝，知道黑鷹重返飛車黨，便獨自一人前往營救黑鷹，不料竟被飛車黨幕後老大孔雀控制，成為搏擊場上的打手，於是，婉茹獲知此事後，緊急通知遠在海外的浩子。
駱駝在搏擊場上寡不敵眾，遭受毆打，並在昏迷不醒中被孔雀施打毒品。後來，孔雀透露消息讓浩子知道駱駝的下落，但浩子前往酒吧苦勸駱駝返回時，卻遭受到駱駝的拒絕。原來，駱駝已被孔雀利用毒品控制其行動，身不由已。
最後，孔雀利用黑鷹返家擄走嘟嘟，逼迫浩子前來，浩子立即趕到，救出黑鷹一家，但駱駝卻為掩護浩子而受傷。黑鷹忍無可忍之下，挾持孔雀救出所有的人，但駱駝也在送醫不及的情況下死在方蓉的懷裡。浩子因失去同甘共苦的好友而心痛萬分，方蓉接受駱駝死亡的事實，獨自一人勇敢的活下去，黑鷹和董婷也重修舊好，至於浩子又開始浪跡天涯。

## 人物角色
| 角色名稱           | 演員   | 備註         |
| ------------------ | ------ | ------------ |
| 駱世豪／駱駝       | 王傑   | 方蓉的男友   |
| 鄭浩／浩子         | 庹宗華 | 駱駝的朋友   |
| 紀孝華／小雞（照） | 張雨生 | 小茹的男友   |
| 婉茹／小茹         | 馬萃如 | 小雞的女友   |
| 董婷               | 金玉嵐 | 黑鷹的妻子   |
| 方蓉               | 葉全真 | 駱駝的女友   |
| 黑鷹               | 何恭裕 | 董婷的丈夫   |
| ／                 | 郭子乾 | 方蓉的朋友   |
| 孔雀／ㄚ頭         | 邵萱   | 飛車黨首領   |
| 曹包               | 杜福平 | 飛車黨幫眾   |
| 未具名             | 胡曉菁 | 歌友會主持人 |
| 長毛               | 姚可傑 | PUB歌手      |
| 小邰               | 邰正宵 | 方蓉前男友   |
| 嘟嘟               | 未具名 | 黑鷹的兒子   |

## 備註
1. ↑  1989年台灣票房 的存檔，存档日期2008-01-01.，台灣電影資料庫

## 外部連結
- 七匹狼２（页面存档备份，存于），台灣電影資料庫
- 開眼電影網上《七匹狼2》的資料（繁體中文）
- 香港影庫上《七匹狼2》的資料（繁體中文）
- 豆瓣电影上《七匹狼2》的資料 （简体中文）
- 时光网上《七匹狼2》的資料（简体中文）